# Aken (dios)
| i | V9 | q · n | A40 |

| i | V9 | q · n | A40 |

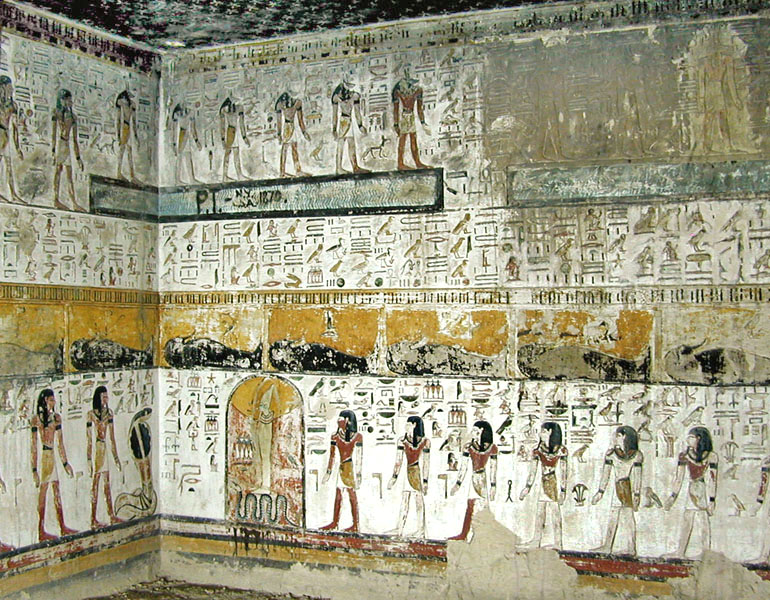
Tumba de Seti I en el Valle de los Reyes, donde aparece Aken.

Aken o Aqen era un dios del inframundo y de los muertos del Antiguo Egipto que raramente es mencionado. La consorte de Aken es la diosa Amentet ("La del Occidente"), otra diosa de la muerte. 
La primera atestiguación se encuentra en el Libro de los Muertos del Reino Medio de Egipto. En él, guiaba al dios del sol Ra como 'protector de la barca celestial de Ra' llamada Trabajo de Jnum al 'llevar el anillo shen a su majestad'.
El rey difunto requería los servicios del barquero cuando ha de recorrer el río que le lleva al inframundo. El rey pide al barquero Mahaf que despierte a Aken para que les acompañe en la peligrosa travesía para protegerle.
También era descrito como la 'boca del tiempo', de la que los dioses y los demonios tiraban de la 'cuerda del tiempo', como se describe en la tumba del rey Seti I.
Y en el Libro de las Puertas: 

"Sujetad firmemente la doble cuerda, extraed para vosotros de la boca de Aken la salida de las horas a través de las cuales sois felices. Las horas vienen a descansar en vuestros sitios mientras la doble cuerda  sale de la boca de Aken. Cuando la enroscada sale, la hora nace. Mientras que Ra le llama, esta alcanza su lugar de descanso. Luego, Aken ( se traga la doble cuerda."